# Мотой, Джордже
Джордже Мотой (рум. George Motoi; 22 января 1936, Кардам (ныне Добричская область, Болгария) — 4 марта 2015, Бухарест, Румыния) — румынский театральный деятель, актёр театра и кино, театральный режиссёр
. Заслуженный артист Румынии (2001).  Почётный гражданин города Брэила (2002).

## Биография
В 1950—1954 годах учился в сельскохозяйственной школе в Брэила и Школе народного искусства. В 1954 году поступил в Институт театра и кинематографии в Бухаресте . В 1958 году окончил Бухарестский институт театра и кинематографии (ныне Национальный университет театра и кино «И. Л. Караджале»).
Вместе с коллегами организовал в Пьятра-Нямце Молодёжный театр. Сотрудничал с кинорежиссёром и сценаристом Мальвиной Уршиану. 
С 1962 по 2005 год снялся более чем в тридцати фильмах.
Похоронен на кладбище Святой Пятницы в Бухаресте.

## Избранная фильмография
- 1991 — Телефон / Telefonul
- 1985 — Бирюзовое ожерелье / Colierul de turcoaze
- 1985 — Адела / Adela
- 1984 — Серебряная маска / Masca de argint — Девиос
- 1983 — Новые приключения Жёлтой Розы / Misterele Bucurestilor — лейтенант Девлос (озвучание — Валерий Никитиенко)
- 1982 — Жёлтая Роза / Trandafirul galben — лейтенант Девлос (озвучивание — Игорь Окрепилов)
- 1982 — Главный свидетель — компьютер / Calculatorul marturiseste
- 1980 — Тройное сальто / Al treilea salt mortal
- 1980 — Исследование / Ancheta
- 1977 — Великий одиночка / Marele singuratic — Никулае
- 1977 — Булава за тремя печатями / Buzduganul cu trei peceţi — Штефан Йожика, канцлер
- 1975 — Здесь они не ходят / Pe aici nu se trece
- 1974 — Штефан Великий – 1475 год / Ştefan cel Mare — Vaslui 1475 — Дамиан Ждер
- 1974 — Мимолетная любовь / Trecătoarele iubiri — Андрей
- 1974 — Скажи мне своё имя / Intoarcerea lui Magellan
- 1973 — Братья Ждер / Fraţii Jderi — Дамиан Ждер
- 1972 — Взрыв / Explozia — матрос (озвучание — Алексей Сафонов)
- 1971 — Отправление / Decolarea
- 1971 — Вечеринка / Serata
- 1968 — Молодость без старости / Tinerețe fără bătrînețe — Джордже Мотой
- 1962 — Лупень, 29 / Lupeni 29 — первый муж Иоаны

## Награды
- Кавалер ордена «За заслуги перед культурой»[рум.] в категории D «Исполнительское искусство» (2004 год)[2].
- Орден Труда (Румыния) II степени.
- Медаль «За заслуги перед культурой»[рум.] I степени (1967 год).
- Почётный гражданин г. Брэила (2002 год).
- Премия Национального театрального фестиваля.
- Премия ACIN за творческую деятельность.
- Гран-при международного кинофестиваля авторского кино в Сан-Ремо  за фильм «Адела».
- Заслуженный артист Румынии (2001 год).
- Премия за выдающиеся достижения, присужденная Национальным центром кинематографии за особый вклад в утверждение румынского кино (2002 год).